# Francolinus lathami
Francolinus lathami là một loài chim trong họ Phasianidae.